# 龙万乡
龙万乡，是中华人民共和国四川省自贡市富顺县下辖的一个乡镇级行政单位。

## 行政区划
龙万乡下辖以下地区：
万坳社区、龙硐社区、华利村、赵岩村、协和村、罗桥村、张弯村、荷弯村、五余村、程山村、白英村、谢扁村、下井村、中和村、自力村和月亮村。